# کلیمنت ووراشیلوف
کلیمنت یفرموویچ ووروشیلوف (روسی: Климент Ефремович Ворошилов؛ ۴ فوریهٔ ۱۸۸۱ – ۲ دسامبر ۱۹۶۹) انقلابی بلشویک اهل روسیه و سیاست‌مدار برجسته اتحاد جماهیر شوروی بود. او یکی از پنج مارشال اولیه اتحاد جماهیر شوروی بود و از سال ۱۹۵۳ تا ۱۹۶۰ در مقام صدر هیئت‌رئیسه شورای عالی (رئیس کشور) اتحاد شوروی خدمت کرده‌است.
ووروشیلوف در یک خانواده کارگر روسی در نزدیکی لیسیچانسک متولد شد. در انقلاب اکتبر ۱۹۱۷ به‌عنوان یک بلشویک مشارکت کرد. او در جنگ داخلی روسیه به‌عنوان یکی از فرماندهان نظامی ارتش سرخ شرکت نمود و در چندین نبرد از جمله نبرد تزاریتسین که در آن با ژوزف استالین رابطه‌ای دوستانه برقرار کرد، فرماندهی نیروهای بلشویک را برعهده داشت.
ووروشیلوف در سال ۱۹۲۱ به عضویت کمیته مرکزی حزب کمونیست اتحاد شوروی درآمد و در سال ۱۹۲۵ استالین او را به سمت کمیسر خلق در امور دفاعی منصوب کرد. او در سال ۱۹۲۶ به عضویت کامل پولیتبورو درآمد و در سال ۱۹۳۵ به درجه مارشال (بلندمرتبه‌ترین درجه نظامی شوروی) ارتقا یافت.
ووروشیلوف در سال ۱۹۴۰ به‌عنوان مقصر اصلی شکست‌های شوروی در جنگ زمستان با فنلاند شناخته شد و از سمت کمیسر خلق در امور دفاعی برکنار شد. پس از تهاجم آلمان به شوروی در ژوئن ۱۹۴۱، به عضویت کمیته دفاع دولتی درآمد ولی پس از عدم موفقیت در جلوگیری از محاصره لنینگراد در سپتامبر ۱۹۴۱ مجدداً از فرماندهی نظامی خلع شد.
پس از مرگ استالین در ۱۹۵۳ ووروشیلوف به سمت صدر هیئت‌رئیسه شورای عالی اتحاد جماهیر شوروی منصوب شد ولی در سال ۱۹۶۰ به دلیل درگیری سیاسی با نیکیتا خروشچف، رهبر وقت شوروی مجبور به کناره‌گیری از این مقام شد.
ووروشیلوف در نهایت روز ۲ دسامبر ۱۹۶۹ در سن ۸۸ سالگی درگذشت. شهر لوهانسک در منطقه دونباس اوکراین در زمان شوروی به افتخار او «ووروشیلوف‌گراد» نامیده می‌شد.